# Dolmen de Lannek-er-Men
Le dolmen de Lannek-er-Men (ou dolmen d'Er-Roh, dolmen de Brillac) est un dolmen situé à Sarzeau, dans le département du Morbihan en France.

## Localisation
Le dolmen est situé chemin du Dolmen, dans le hameau de Port-Brillac, en Sarzeau.

## Historique
L'édifice est classé au titre des monuments historiques par l'arrêté du 12 octobre 1939. Le dolmen a été restauré en 1936 par Zacharie le Rouzic . 

## Description
Le dolmen  fait 3 m de long. Il conserve onze orthostates, deux dalles de couvertures et une dalle de pavement dans la chambre possédant au moins deux cupules. Le monument possède un couloir court menant à une chambre en forme de losange.